# World Open 2010
World Open 2010 — профессиональный рейтинговый снукерный турнир. Создан в качестве замены Гран-при. Прошёл с 18 по 26 сентября 2010 года в Глазго, Шотландия. Титульным спонсором турнира выступила онлайновая букмекерская компания 12bet.com. Победителем стал Нил Робертсон, защитивший таким образом титул. В финале он переиграл Ронни О'Салливана со счётом 5:1

## Призовой фонд
| Победитель: £ 100 000 Финалист: £ 40 000 Полуфиналисты: £ 20 000 Четвертьфиналисты: £ 12 500 Last 16: £ 7 500 Last 32: £ 5 000 Last 64: £ 2 500 Last 96: £ 1 500 | Высший брейк в основном (телевизионном) турнире: £ 4 000 Высший брейк в квалификации: £ 500 Общий призовой фонд: £ 502 500 |

- На этом турнире, как и на большинстве других рейтинговых турнирах сезона 2010/11, не предусмотрен отдельный приз за максимальный брейк.

## Формат
Три главных отличия World Open от остальных рейтинговых турниров сезона:
- Все матчи играются до 3-х побед, финал — до 5.
- Случайная жеребьевка.
- World Open — открытый турнир, и у любителей, которые пройдут все раунды квалификации, появляется шанс принять участие в его финальной стадии.

## Квалификация
Предварительная квалификация для всех желающих прошла в 20 снукерных клубах Великобритании и Ирландии: 10 независимых и 10 клубах Rileys. Победители каждого турнира (20 игроков) приняли участие в профессиональной квалификации 21 — 24 августа в Академии Снукера в Шеффилде.
Таким образом, кроме 96 профессионалов в розыгрыше приняли участие 32 любителя: 2 известные снукеристки (это Уэнди Янс и Анита Риззути), 2 юниора (Джоэл Уокер и Люка Бресель), 2 известных в прошлом профессионала (Даррен Морган и Тони Ноулз), 4 игрока со всего мира (Хабиб Субах, Марио Гёйденс, Лассе Мюнстерманн и Тепчайя Ун-Нух), 2 лучших любителя по рейтингу РТС (Дэниел Уэллс и Майкл Уэсли) и 20 победителей предварительных квалификаций.

### Предварительная квалификация
| Независимые клубы Джейсон Дивэйни — «Ivy Rooms» (Карлоу, Ирландия). Джеймс Макгурэн — «Northern Snooker Centre» (Лидс, Англия). Джулиан Лог — «QE1 Snooker Club» (Белфаст, Северная Ирландия). Райан Костон — «Grove Snooker Centre» (Ромфорд, Англия). Эйниш Гукол — «Castle Snooker Club» (Брайтон, Англия). Майк Финн — «Keynsham Snooker Club» (Бристоль, Англия). Крейг Макгилливрэй — «The Q Club» (Глазго, Шотландия). Крис Норбери — «QBar» (Честер, Англия). Митчелл Манн — «Landywood Snooker Club», (Уолсолл, Англия). Сэм Бэйрд — «South West Snooker Academy» (Глостер, Англия). | Клубы Rileys Джейми Эдвардс (Норидж, Англия). Гэри Томпсон (Глазго, Шотландия). Аллан Морган (Кардифф, Уэльс). Иэн Гловер (Willie Thorne Snooker Club) (Лестер, Англия). Мэтт Уильямс (Плимут, Англия). Ричард Бекмэн (Мидлсбро, Англия). Сэм Харви (Стивенэдж, Хартфордшир, Англия). Джеймс Лофт (Гилфорд, Суррей, Англия). Джон Уитти (Престон, Ланкашир, Англия). Марк Дэвис (Данфермлин, Шотландия). |

## Результаты

### Квалификация и 1/32 финала
| Джейми Джонс 3:0 Тони Ноулз Мэтт Уильямс 1:3 Пол Дэвисон Джон Уитти 0:3 Танават Тирапонгпайбун Ноппон Саенгхам 3:1 Люка Бресель Игор Фигэйредо 3:2 Лю Чуан Лиам Хайфилд 3:1 Майкл Уайт Джастин Эстли 3:2 Майкл Уэсли Крис Норбери 3:1 Ричард Бекмэн Адам Уичерд 2:3 Джеймс Макбейн Дэниел Уэллс 3:1 Джейми О’Нилл Джек Джонс 1:3 Джо Джогия Патрик Уоллес 3:0 Курт Мэфлин Джек Лисовски 3:1 Райан Костон Сяо Годун 3:0 Джеймс Лофт Тепчайя Ун-Нух 3:1 Риан Эванс Джулиан Лог 1:3 Джоэл Уокер Майк Финн 0:3 Кирен Уилсон Хабиб Субах 1:3 Даррен Морган Митчелл Манн 0:3 Бен Вулластон Эндрю Паджетт 2:3 Кулдеш Джохал Эйниш Гукол 0:3 Сэм Харви Патрик Айнсле 2:3 Дермот Макглинчи Иссара Качайвон 2:3 Джеймс Макгурэн Сэм Бэйрд 3:2 Чжан Аньда Гэри Томпсон 0:3 Лассе Мюнстерманн Энтони Макгилл 3:1 Иэн Гловер Марио Гёйденс 3:2 Джейсон Дивэйни Анита Риззути 0:3 Эльфи Бёрден Аллан Морган 0:3 Лю Сун Марк Дэвис 0:3 Мэттью Коуч Уэнди Янс 1:3 Саймон Бедфорд Джейми Эдвардс 1:3 Крейг Макгилливрэй | Джейми Бёрнетт 0:3 Эдриан Ганнэл Доминик Дэйл 3:1 Сэм Харви Бен Вулластон 3:0 Джастин Эстли Лю Сун 3:1 Барри Пинчес Энтони Хэмилтон 1:3 Джеймс Макбейн Джимми Уайт 3:0 Майкл Джадж Дермот Макглинчи 1:3 Пол Дэвисон Марио Гёйденс 1:3 Энтони Макгилл Том Форд 1:3 Эльфи Бёрден Пол Дэвис 3:2 Джеймс Макгурэн Бьёрн Ханевеер 3:2 Джо Свэйл Тепчайя Ун-Нух 3:0 Питер Лайнс Саймон Бедфорд 3:2 Джимми Робертсон Лиам Хайфилд 2:3 Фергал О'Брайен Ноппон Саенгхам 0:3 Мартин Гоулд Мэттью Коуч 3:0 Иан Маккалох Джимми Мики 3:2 Марк Джойс Джейми Джонс 3:0 Сэм Бэйрд Даррен Морган 3:2 Сяо Годун Тони Драго 3:1 Джоэл Уокер Джо Делэни 2:3 Танават Тирапонгпайбун Крис Норбери 1:3 Алан Макманус Стюарт Петтман 3:0 Кирен Уилсон Мэттью Селт 3:1 Лассе Мюнстерманн Род Лоулер 2:3 Найджел Бонд Маркус Кэмпбелл 3:0 Дэниел Уэллс Энди Хикс 3:1 Джек Лисовски Рори Маклауд 3:1 Кулдеш Джохал Игор Фигэйредо 3:0 Дэвид Гилберт Роберт Милкинс 1:3 Дэвид Моррис Патрик Уоллес 1:3 Джо Джогия Крейг Макгилливрэй 0:3 Джеймс Уоттана |

#### 1/32 финала
| Джадд Трамп 3:0 Танават Тирапонгпайбун Марко Фу 3:2 Эльфи Бёрден Шон Мёрфи 0:3 Дэйв Харольд Мэттью Селт 0:3 Мартин Гоулд Пол Дэвисон 1:3 Джимми Уайт Фергал О'Брайен 3:1 Доминик Дэйл Рики Уолден 3:1 Энди Хикс Даррен Морган 2:3 Мэттью Стивенс Эндрю Хиггинсон 3:1 Лян Вэньбо Дин Цзюньхуэй 3:0 Эдриан Ганнэл Алистер Картер 3:1 Тепчайя Ун-Нух Джерард Грин 2:3 Джо Джогия Стив Дэвис 1:3 Питер Эбдон Маркус Кэмпбелл 3:1 Саймон Бедфорд Лю Сун 3:1 Майкл Холт Алан Макманус 3:0 Энтони Макгилл | Нил Робертсон 3:1 Грэм Дотт Джеймс Уоттана 2:3 Джимми Мики Стивен Хендри 3:0 Бьёрн Ханевеер Рори Маклауд 1:3 Найджел Бонд Стюарт Петтман 2:3 Стивен Магуайр Марк Кинг 0:3 Ронни О'Салливан Марк Дэвис 3:0 Джейми Джонс Тони Драго 1:3 Стивен Ли Майк Данн 3:1 Райан Дэй Марк Селби 2:3 Барри Хокинс Дэвид Моррис 3:0 Бен Вулластон Марк Аллен 2:3 Джеймс Макбейн Мэттью Коуч 3:0 Пол Дэвис Кен Доэрти 3:2 Джо Пэрри Стюарт Бинэм 2:3 Джейми Коуп Марк Уильямс 3:0 Игор Фигэйредо |

### Финальная часть

#### 1/16 финала
| Джейми Коуп 3:2 Дэйв Харольд Джадд Трамп 2:3 Стивен Магуайр Алистер Картер 1:3 Марк Уильямс Джо Джогия 1:3 Лю Сун Мартин Гоулд 3:0 Мэттью Коуч Ронни О'Салливан 3:1 Джимми Уайт Питер Эбдон 3:2 Фергал О'Брайен Кен Доэрти 1:3 Барри Хокинс | Стивен Ли 3:2 Найджел Бонд Мэттью Стивенс 2:3 Алан Макманус Нил Робертсон 3:1 Дэвид Моррис Марк Дэвис 0:3 Стивен Хендри Майк Данн 1:3 Маркус Кэмпбелл Джеймс Макбейн 0:3 Рики Уолден Марко Фу 1:3 Эндрю Хиггинсон Дин Цзюньхуэй 3:1 Джимми Мики |

#### 1/8 финала
| Рики Уолден 3:1 Джейми Коуп Мартин Гоулд 3:0 Стивен Ли Питер Эбдон 3:2 Лю Сун Стивен Хендри 1:3 Ронни О'Салливан | Маркус Кэмпбелл 0:3 Дин Цзюньхуэй Марк Уильямс 3:2 Барри Хокинс Нил Робертсон 3:2 Эндрю Хиггинсон Алан Макманус 0:3 Стивен Магуайр |

#### 1/4 финала
| Питер Эбдон 3:1 Мартин Гоулд Стивен Магуайр 1:3 Ронни О'Салливан | Рики Уолден 1:3 Нил Робертсон Марк Уильямс 3:2 Дин Цзюньхуэй |

#### 1/2 финала
| Марк Уильямс 2:3 Нил Робертсон | Питер Эбдон 1:3 Ронни О'Салливан |

#### Финал
| Финал: Матч до 5 побед S.E.C.C., Глазго, Шотландия, 26 сентября 2010 года. Рефери: Эйриан Уильямс |                |                           |
| Ронни О'Салливан · Англия                                                                         | 1:5            | Нил Робертсон · Австралия |
| 51-75, 0-107, 79(72)-18, 15-73(59), 0-66(66), 44-63                                               |                |                           |
| 72                                                                                                | Высший брейк   | 107                       |
| 0                                                                                                 | Сенчури-брейки | 1                         |
| 1                                                                                                 | Брейки за 50   | 2                         |

## Примечательные события
- 10-й, рекордный максимальный брейк в карьере Ронни О’Салливана, сделанный им в последнем фрейме матча 1/32 финала против Марка Кинга, получился довольно необычным: ещё в начале брейка Ронни спросил у рефери, Яна Верхаса, полагается ли какой-нибудь дополнительный приз за 147. После того, как ему ответили, что такого приза на этом турнире не предусмотрено, О’Салливан продолжил сознательно идти по графику максимума, однако, когда на столе остался лишь последний чёрный, он не стал его забивать и пошёл за рукопожатием к Кингу, демонстрируя этим, что не хочет завершать серию. Тем не менее, Верхас убедил Ронни забить шар «ради зрителей», и О’Салливан сильным ударом отправил чёрный в лузу. Позже он объяснил, что не хотел забивать шар по двум причинам — в знак протеста против отсутствия отдельного приза за максимум, а также из-за того, что хотел «немного повеселиться»[10].
- Алан Макманус впервые за несколько лет вышел в 1/8 финала крупного рейтингового турнира.
- Нил Робертсон выиграл свой шестой финал из шести, 100%-ный результат.
- Мартин Гоулд впервые в своей карьере вышел в четвертьфинал крупного рейтингового турнира.

## Сенчури-брейки
| - 139 Джо Свэйл - 122 Марк Дэвис - 115 Тепчайя Ун-Нух - 113 Фергал О'Брайен - 113 Джеймс Макбейн - 108 Энтони Макгилл - 108 Джадд Трамп - 108 Марк Аллен - 105 Джейми Коуп - 104 Мэттью Стивенс - 104 Лю Сун - 103 Рики Уолден - 101 Дэвид Моррис | - 147, 135, 116 Ронни О'Салливан - 132 Стивен Магуайр - 129 Фергал О'Брайен - 127 Барри Хокинс - 112 Марк Уильямс - 110, 109 Дин Цзюньхуэй - 109 Марк Селби - 107 Лю Сун - 107, 103, 101 Нил Робертсон - 102 Рики Уолден |